# Sfere de piatră din Costa Rica
Sferele de piatră (sau bile de piatră) din Costa Rica reprezintă un sortiment de peste trei sute de sfere artificiale din Costa Rica, situate în Delta Diquís și pe Isla del Cano. Pe plan local, acestea sunt cunoscute ca Las Bolas. Sferele sunt de obicei atribuite culturii dispărute Diquís și sunt denumite uneori sferele Diquís.
Sferele variază ca dimensiune de la câțiva centimetri la peste 2 metri în diametru, unele având  până la 15 tone. Cele mai multe sunt sculptate din gabro, echivalent grosier (de adâncime) al bazaltului. Circa 20 sfere sunt confecționate din calcar sau gresie.
Numeroase legende înconjoară pietrele, cum ar fi că acestea au venit din Atlantida sau că au fost făcute astfel de natură. Unele legende locale spun că locuitorii nativi au avut acces la o poțiune capabilă de a înmuia piatra. A avut loc o cercetare condusă de Joseph Davidovits în sprijinul acestei ipoteze, dar aceasta nu este susținută de dovezi geologice sau arheologice. (Nimeni nu a fost în măsură să demonstreze că gabro, materialul din care majoritatea sferelor sunt sculptate, poate fi lucrat în acest fel.)
Se crede că au fost confecționate între anii 600-1200 d.C.